# Klaus Franz (Gewerkschaftsfunktionär)
Klaus Franz (* 4. April 1952 in Stuttgart-Bad Cannstatt) war bis Februar 2012 Gesamtbetriebsratsvorsitzender und Stellvertretender Aufsichtsratsvorsitzender bei Opel.

## Leben
Nach dem Schulbesuch mit Realschulabschluss (1959–1970) absolvierte er eine Lehre als Drogist (1970–1973).
1975 fing Franz als Autolackierer bei Opel Rüsselsheim an. 1981 wurde er dort in den Betriebsrat gewählt. 2000 wurde er zum Betriebsratsvorsitzenden gewählt.
Neben seiner beruflichen Tätigkeit holte er 1994 den externen Studienabschluss als Diplom-Sozialarbeiter an der Frankfurter Fachhochschule nach.
Franz ist Mitglied der IG Metall und der hessischen Tarifkommission. Als Parteiloser fühlt er sich den Grünen verbunden. Er selbst sieht sich als „Manager von unten“. Laut Financial Times Deutschland gilt er vielen der Beschäftigten „als der heimliche Herrscher des Konzerns. Wegen der häufig wechselnden Manager ist Franz inzwischen so etwas wie das Gesicht des Unternehmens geworden. Die guten Kontakte, die er zur Führung hält, sind einem Teil  der Belegschaft allerdings ein Dorn im Auge. Den 'Co-Manager von der Arbeitnehmerbank' nennen sie ihn.“ Er selbst findet den Begriff Co-Manager nicht als Schimpfwort. 2005 schloss Franz eine europaweite Vereinbarung ab, mit der 9.000 Stellen und damit rechnerisch jeder dritte Arbeitsplatz in den deutschen Werken abgebaut wurde. Dies war bis dahin der größte Personalabbau in der Geschichte von Opel.
Im Prozess der gescheiterten Trennung der deutschen Adam Opel GmbH von General Motors hatte Franz eine aktive und medienpräsente Rolle übernommen und öffentlich große Sympathien für einen Einstieg des Zulieferers Magna gezeigt.
Bei der Betriebsratswahl 2010 erzielte die von ihm angeführte IG-Metall-Liste im Werk Rüsselsheim 86,6 Prozent der Stimmen, das beste Ergebnis seit Gründung des Opel-Betriebsrates 1945.
Seit Ende des Jahres 2011 ist er, mit dem Eintritt in die arbeitsfreie Zeit seiner Altersteilzeit, als Betriebsrat bei Opel ausgeschieden. Nachfolger ist Wolfgang Schäfer-Klug.
Im August 2013 machte er sich als Unternehmensberater selbständig.
Im Januar 2017 veröffentlichte er das Buch: Die Rettung von Opel vor der Insolvenz – Das Beispiel gelebter Mitbestimmung.

## Privates
Er ist verheiratet und Vater von zwei erwachsenen Söhnen.